# South Valley, Novi Meksiko
South Valley je popisom određeno mjesto u okrugu Bernalillu u američkoj saveznoj državi Novom Meksiku. Prema popisu stanovništva SAD 2010. ovdje je živjelo 40.976 stanovnika, po čemu je bio najnaseljenije popisom određeno mjesto u Novom Meksiku.
Poštanska služba SAD rabi oznaku "Albuquerque" za sve adrese u South Valleyu (ZIP kod 87105).

## Zemljopis
Nalazi se na 35°1′20″N 106°41′3″W / 35.02222°N 106.68417°W (35.022215, -106.684097). Prema Uredu SAD-a za popis stanovništva, zauzima 77,90 km2 površine, sve suhozemne.
Nalazi se u središnjem dijelu okruga Bernalilla. Na sjeveru, istoku i polovici zapadnog dijela graniči s gradom Albuquerqueom. Rio Grande teče od sjevera ka jugu kroz središte ovog popisom određenog mjesta.
Općinski bunari San Jose br. 3 i San Jose br. 6 povučeni su iz uporabe 1981. zbog zagađenja niskom razinom organskih otapala, halokarbona i aromatika. Bunari su isključeni i napušteni rujna 1994. godine. Mjesta tih bunara su na Superfundovom popisu sanirajućih akcija u tijeku radi obuhvaćanja, izvlačenja i smanjenja koncentracije zagađivača iz podzemne vode.

## Stanovništvo
Prema podatcima popisa 2010. ovdje su bila 40.976 stanovnika, 13.802 kućanstva od čega 10.087 obiteljskih, a stanovništvo po rasi bili su 59,5% bijelci, 1,2% "crnci ili afroamerikanci", 2,2% "američki Indijanci i aljaskanski domorodci", 0,4% Azijci, 0,0% "domorodački Havajci i ostali tihooceanski otočani", 32,7% ostalih rasa, 4,0% dviju ili više rasa. Hispanoamerikanaca i Latinoamerikanaca svih rasa bilo je 80,2%.

## Popularna kultura
Dio prizora iz televizijskih serija Na putu prema dolje i Zaštitnica svjedoka snimane su u South Valleyu.